# Montabot
Montabot é uma comuna francesa na região administrativa da Normandia, no departamento Mancha. Estende-se por uma área de 11,6 km². Em 2010 a comuna tinha 280 habitantes (densidade: 24,1 hab./km²).